# Malik (auteur)
Pour les articles homonymes, voir Malik.
Malik, nom d’artiste de William Tai, né le 2 janvier 1948 à Paris et mort le 11 décembre 2020 à Huppaye (province du Brabant wallon), est un auteur de bande dessinée belge francophone, principalement connu pour deux séries publiées dans l’hebdomadaire illustré Spirou : la série réaliste Archie Cash sur scénario de Jean-Marie Brouyère entre 1971 et 1987, et la série humoristique Cupidon sur scénario de Raoul Cauvin entre 1988 et 2013.
Sous le pseudonyme de Phénix, il dessine plusieurs récits érotiques pour la revue Bédé Adult’.

## Biographie

### Jeunesse et formations
William Tai naît à Paris le 2 janvier 1948 de parents eurasiens et passe une partie de son enfance en Indochine française où son père est fonctionnaire.
Après l'indépendance du Vietnam, ses parents étant séparés, le jeune William vient vivre à Bruxelles chez sa grand-mère maternelle avec sa mère et ses deux frères et sœur. Sa jeunesse se déroule dans une relative pauvreté, avec un père absent, pendant laquelle il s'adonne à la lecture de bandes dessinées, notamment celles d'André Franquin, de Jijé et de Willy Vandersteen, et de l'ouvrage Souvenirs entomologiques de Jean-Henri Fabre, l'étude des insectes étant une des passions auxquelles il se vouera tout au long de sa vie.
Après une scolarité dans un établissement tenu par des jésuites, il hésite à devenir boxeur, puis s'oriente finalement vers le dessin et suit pendant plusieurs années une formation à l'académie royale des beaux-arts de Bruxelles où les cours, essentiellement consacrés au dessin publicitaire et aux illustrations de livres pour enfants, l'ennuient au point qu'il songe abandonner le dessin et s'engager dans une carrière dans la banque.

### Carrière

#### Les débuts
Malik débute dans la bande dessinée en publiant Petit Minusset deviendra grand, un court récit de quatre pages, dans le journal Tintin en septembre 1970, qu'il signe de son seul prénom, William, sur un scénario de Jean-Marie Brouyère, lequel l'amènera avec lui au sein du journal Spirou, où on lui confie, comme à beaucoup de débutants, le dessin de deux courts récits des Belles Histoires de l'Oncle Paul,, qu'il signe sous son seul nom, Tai, puis les illustrations du roman Langelot suspect publié en plusieurs parties dans le journal, sans que le nom de l'illustrateur soit mentionné.

#### Archie Cash
Avec Jean-Marie Brouyère, il crée ensuite la série Archie Cash, un baroudeur aux traits de l'acteur Charles Bronson plongé dans des aventures violentes, qui apparaît pour la première fois dans le no 1745 de Spirou du 23 septembre 1971 avec la première partie de l'histoire Le Déserteur de Toro-Toro publiée en « maxi-histoire » de quinze planches. Le réalisme et la violence de la série tranchent avec les publications habituelles « grand public » du magazine et le style de Malik « assez éloigné de la BD franco-belge » selon Henri Filippini, surprend, comme le rappelle Olivier Van Vaerenbergh, rédacteur en chef du Journal Spirou de 2005 à 2007, qui se souvient de « cette planche où un gars est battu, torturé et obligé de boire de l’essence… Tout ça dans le même journal que Boule et Bill ! », et déroute beaucoup de lecteurs du journal qui n'hésitent pas à se plaindre dans le courrier des lecteurs. Le premier album, édité en 1973, Le Maître de l'épouvante, est interdit en France par la commission de censure aux motifs de « beaucoup de violence, nombreuses illustrations agressives »,. Malgré cela, les chiffres de vente sont bons, et, grâce au soutien du rédacteur en chef de l'époque, Thierry Martens, qui collaborait anonymement avec Jean-Marie Brouyère,, et de l'éditeur Charles Dupuis,, Archie Cash paraît régulièrement dans Spirou, avec les honneurs de nombreuses couvertures. Sept albums de la série paraissent entre 1973 et 1978, le diptyque Le Maître de l'épouvante / Le Carnaval des zombies, la première histoire publiée, Le Déserteur de Toro-Toro, un recueil d'histoires complètes, Un train d'enfer, puis la trilogie Cibles pour Long-Thi / Où règnent les rats / Le Démon aux cheveux d'ange.
En 1978, après la publication dans Spirou de l'histoire Asphalte et malgré de bons chiffres de vente, la série est arrêtée une première fois par le nouveau rédacteur en chef qui prend la suite de Thierry Martens à ce poste, Alain De Kuyssche, à cause de sa violence. Malik et Brouyère créent alors Blue Bird Ballade,, un long récit de bikers se déroulant dans l'ouest des États-Unis, qui ne sera édité que tardivement en 1984 par Dupuis en deux tomes, sous les titres Un duel dans une guitare et Twiggy dans la souricière, dans l'éphémère collection « Dupuis Aventures ».
En 1979, il s'essaie pour la première fois au scénario et débute une nouvelle série dans Spirou, Chiwana, les aventures d'une jeune bergère indienne vivant dans le désert qui cherche à se venger de l'assassin de son père. Seule la première histoire, De la poussière et des larmes est publiée dans le journal. Cet épisode et le second, Barils, Barbouzes et Barillets, seront finalement édités en albums par l'Édition des Archers en 1984 et 1985.
Il participe parallèlement à des animations dans Spirou, notamment au supplément L'Apache qui Rit. Il s'essaie ainsi au dessin humoristique en créant, sur scénario de Bom, les aventures du gorille Big Joe et son ami, l'enfant Antoine, qui connaissent deux récits complets de six planches au cours de l'année 1978 puis un récit à suivre sous le titre Antoine et ses amis en 1985,. Entretemps, Big Joe, dont il écrit ici seul les scénarios, est publié sous la forme de huit récits complets de sept planches dans le magazine Super As au cours de l'année 1980.
Les tensions sont si vives avec le rédacteur en chef Alain De Kuyssche, que Malik tente de créer, chez un autre éditeur, un clone blond d'Archie Cash, auquel il donne cette fois les traits de Johnny Hallyday. Avec Thierry Martens, sous le pseudonyme d'Yves Varende, au scénario, il publie, en 1983, le premier tome d'une nouvelle série, à nouveau aux Éditions des Archers, Johnny Paraguay, dont il signe seul le scénario du second et dernier tome en 1985. Malheureusement, l'éditeur fait faillite, ce qui met fin à la série, dont un troisième épisode existe, qui a été publié uniquement aux Pays-Bas par les éditions Arcadia.
En 1983, il revient à Archie Cash avec la publication dans Spirou d'un nouvel épisode, Le Cagoulard aux yeux rouges. Six nouveaux épisodes sont publiés dans Spirou puis édités en albums par Dupuis jusqu'en 1988, mais la série, avec ses histoires aux personnages trop sexués, n'est pas appréciée par les banquiers repreneurs de Dupuis et ne peut plus bénéficier du soutien de Charles Dupuis,, d'autant plus que Jean-Marie Brouyère a pris ses distances avec le milieu de la bande dessinée pour se consacrer à la peinture.

#### Cupidon
La série Archie Cash étant définitivement arrêtée en 1987, Malik décide de reprendre le dessin humoristique qu'il a pu expérimenter avec Big Joe, ce qui correspond à la nouvelle politique éditoriale du journal Spirou dirigée vers l'humour, sous l'influence de son nouveau rédacteur en chef Patrick Pinchart. En 1988, il crée ainsi, sur des scénarios de Raoul Cauvin, la série de gags Cupidon, qui connaît un grand succès public. Vingt et un albums sont publiés.
Malik s'attèle ensuite à l'adaptation en bande dessinée du roman Les Colonnes du ciel de Bernard Clavel, dont il ne réalise que les deux premiers tomes, en couleurs directes, publiés aux éditions Claude Lefrancq en 1989 et 1992.
Dans la même veine humoristique, Malik crée ensuite, avec le scénariste Vincent Dugomier, la série La Vie secrète des poubelles qui connaît trente-quatre planches de gags publiées dans Spirou entre 1989 et 1991.
Sous le pseudonyme Phénix, il réalise, en couleurs directes, pour le magazine Bédé Adult’, des couvertures et des illustrations ainsi que de courts récits sans paroles érotiques et parodiques, avec les séries Les Passions de Notre-Dame et Les Centaures, seule cette dernière étant publiée en album en 2004,.
En 2011, malgré l'intervention de Raoul Cauvin, Dupuis décide d'arrêter Cupidon, ce que Malik n'apprécie pas. Il ne travaillera dès lors plus avec Dupuis et sa carrière peine à redémarrer. Il tente de poursuivre seul les aventures de Cupidon en assurant également le scénario, tout d'abord aux Éditions Joker en 2012, puis par l'intermédiaire de la maison d'édition qu'il crée, Les Éditions du fourbe chinois, en 2013, sans que le succès ne suive.
Il participe également aux albums collectifs humoristiques et paillardes des Chansons cochonnes, dont trois tomes sont publiés aux éditions Top Game entre 1990 et 1992 et dont il publiera un quatrième tome dans sa propre maison d'édition, Les Éditions du fourbe chinois, en 2014, puis aux trois tomes de Sortilège publiés entre 2011 et 2018 aux éditions BD Fly et à l'album Alianah - Un conte de Guy d'Artet en 2015 toujours aux éditions BD Fly.
Il participe à l'album collectif En chemin elle rencontre... Les artistes se mobilisent contre la violence faite aux femmes publiés par les éditions Des ronds dans l'O - Amnesty International en 2009.
En 1996, il dessine un album de Gertrude, un personnage créé par l’humoriste Stéphane Steeman qu’il incarne dans une émission de télévision populaire belge, puis en 2005, Un amour de province...le Brabant wallon, un album publicitaire produit pour la Province du Brabant wallon, dans lequel il intègre le personnage de Cupidon et Avec Vauban, un album réalisé en couleurs directes sur un scénario de Louis-Bernard Koch, publié aux Éditions du Triomphe en 2010.
Malik travaille également comme illustrateur pour le journal Le Soir et pour le magazine Schtroumpf. Dans les années 1980, il réalise des panneaux dessinés à usage de cibles pour l'entraînement des forces de police belges,.
En août 2019, il annonce sur le site de sa maison d'édition la publication d'un seizième tome de la série Archie Cash, sur un scénario de Jean-Marie Brouyère qu'il avait oublié et « exhumé de son désordre », Qui a tué Jack London ?, qui est la suite du dernier album de la série, Curare, publié en 1988.

### Entomologiste
L'un des livres de chevet de l'enfant William Tai est Souvenirs entomologiques de Jean-Henri Fabre, le jeune garçon développant une passion pour l'étude des insectes et particulièrement des araignées qui se poursuit pendant toute sa vie. Malik élève ainsi chez lui, outre quelques serpents, des insectes et de nombreuses mygales. Le scénariste Vincent Dugommier se souvient de « sa collection d’insectes et d’araignées dont certaines étaient dangereuses et qui couraient parfois en liberté » ; et une ancienne secrétaire de rédaction de Spirou évoque « la mue de mygale sur sa table à dessin ! Et l’autre mygale qui s’était échappée et qu’il n’avait pas encore retrouvée ! ». Selon les éditions Dupuis, Malik prétendait « avoir élevé les trois quarts des mygales de Belgique et […] avoir réussi à faire se reproduire la célèbre Lycose de Narbonne ». Thierry Martens raconte que Malik venait parfois livrer ses planches à la rédaction de Spirou en amenant avec lui des boîtes en carton contenant des araignées, ce qui mettait « un peu d'animation dans les rencontres amicales prolongées à la taverne habituelle du personnel des éditions Dupuis » et a inspiré à Raoul Cauvin le scénario de l'histoire de Sammy Le Gorille à huit pattes,. Patrick Pinchart raconte : « Malik était très rieur. Il était venu à la rédaction avec, caché sous sa manche, un serpent enroulé autour du bras. Quand il serrait la main à quelqu'un, le serpent sortait… ».

### Mort
Malik meurt accidentellement le 11 décembre 2020 dans l'incendie survenu pendant la nuit dans la maison qu'il occupait seul à Huppaye, près de la commune de Ramillies, à l'âge de 72 ans.

## Publications

### Albums

#### One shots
- Gertrude au pays des Belges[44], "Nous", Bruxelles, mars 1996
Scénario : Stéphane Steeman - Dessin : Malik - Couleurs : Laurent -  (ISBN 2-9600107-0-1)
- Un amour de province… le Brabant wallon, Emmanuel Hendrickx, janvier 2005
Scénario et dessin : Malik
- En chemin elle rencontre… Les artistes se mobilisent contre la violence faite aux femmes, Des ronds dans l'O - Amnesty International, septembre 2009
Scénario : divers - Dessin : Malik et divers
- Avec Vauban, Éditions du Triomphe, Paris, juin 2010
Scénario : Louis-Bernard Koch - Dessin : Malik - Couleurs : Patrick de Gmeline -  (ISBN 9782843783821)
- Alianah - Un conte de Guy d'Artet, BD Fly, février 2015
Scénario : Guy d'Artet - Dessin : Malik et divers

### Collectifs
- Spécial animaux - 7 chefs-d'œuvre drôle, émouvants et tendres, Dupuis, coll. « Les Meilleurs Récits du journal de Spirou », Marcinelle, août 1986
Scénario et couleurs : collectif - Dessin : collectif dont Malik -  (ISBN 2-8001-1395-2),Participation : Le Hérisson.
- Putinkon, le retour[45], P&T Production, 1994
Scénario : Éric Thomas - Dessin : collectif dont Malik - Couleurs : collectif -  (ISBN 2-87265-033-4),Participation : Le Petit Chaperon rouge.
- Rire c'est rire[46], F.I.R., 1995
Scénario et couleurs : collectif - Dessin : collectif dont Malik -  (ISBN 2-87265-046-6)
- Folklore wallon en bulles[47], Dricot, Bressoux, février 2010
Scénario : collectif - Dessin : collectif dont Malik -  (ISBN 978-2-87095-389-1)

- Carte blanche[48] (Wonderland Productions, 2016).

### Revues

#### Tintin
La première bande dessinée publiée de Malik l'est dans le journal Tintin avec le récit complet de quatre planches Petit Minusset deviendra grand, qu'il signe de son seul prénom, William, sur un scénario de Jean-Marie Brouyère, publié dans Tintin Belgique no 38/70 du 22 septembre 1970 et dans Tintin France no 1143 du 24 septembre 1970. Ce sera sa seule collaboration à cet hebdomadaire.

#### Spirou
Malik réalise la quasi-totalité de sa carrière aux éditions Dupuis et dans le journal Spirou. Il débute par deux courts récits des Belles Histoires de l'Oncle Paul puis, sans que son nom ne soit mentionné, il illustre le roman Langelot suspect publié en plusieurs parties du no 1735 du 15 juillet 1971 au no 1745 du 23 septembre 1971, dans lesquels il réalise le dessin du bandeau-titre puis, chaque semaine, une illustration d'une demi-page, en couleurs ou en noir et blanc rehaussé de gris, puis les huit illustrations d'une nouvelle intitulée Casimir et Tiburce au Texas publiée en supplément du no 1748 du 14 octobre 1971. C'est dans ce même no 1745 où se termine le roman Langelot suspect que la série Archie Cash fait son apparition. La première histoire, Le Déserteur de Toro-Toro, est publiée sous la forme de trois longs chapitres. Archie Cash est présent de manière très régulière dans le journal entre 1971 et 1977 avec la publication de sept récits à suivre et deux récits complets et a régulièrement les honneurs de la couverture. Au cours des années 1976 et 1977, Malik participe régulièrement au rédactionnel L'Apache qui Rit. Le long récit à suivre Blue Bird Ballade est publié du mois de juillet 1977 au mois de mars 1978. Après la publication des deux premiers courts récits de Big Joe au cours de l'année 1978, la première histoire de Chiwana est publiée au début de l'année 1979. Malik revient ensuite à Archie Cash avec la publication des histoires Asphalte en 1981 et Le Cagoulard aux yeux rouges en 1982. Pour les albums Spirou+, Malik réalise seul un court récit de quatre planches, Goulach le braconnier pour le no 1 puis pour le no 3, sur scénario de Jean-François Benoist (le gagnant d'un concours de scénario organisé par le journal), un récit complet de quarante-quatre planches, Le Raque à mal. Au cours de l'année 1983, une nouvelle histoire de la série Archie Cash est publiée, Le Chevalier de la mort verte, ainsi qu'un court récit de sept planches, sur scénario de Ross, intitulé La Récolte de Satan. En 1984 puis 1985, deux nouveaux récits d'Archie Cash sont publiés, Popcorn Brother et Les Petits Bouddhas, ainsi qu'un récit à suivre des personnages de Big Joe, renommés Antoine et ses amis. Au cours des années 1986 et 1987, ce sont les trois dernières histoires de la série Archie Cash qui sont publiées, Les Rastas et le Bouffon Bleu, Chasse–cœur à Koa–Gule et Curare, ainsi que deux courts récits, N’embêtez pas le petit Alban ! sur scénario de Makyo et Embûches de Noël. Cupidon fait sa première apparition dans le no 2634 du 5 octobre 1988 et sera présent de manière presque continue dans le journal jusqu'au no 3799 du 2 février 2011. Entre 1989 et 1991, Malik publie, sur scénarios de Vincent Dugomier, la série La Vie secrète des poubelles. Au cours des années 1988 à 2010, il participe également régulièrement à la vie du journal en publiant courts récits complets, dessins de couverture et illustrations diverses pour des contenus rédactionnels.
| Année     | Série                        | Titre                                 | n° début | n° de fin | Co-auteur                    | Commentaire                               |
| --------- | ---------------------------- | ------------------------------------- | -------- | --------- | ---------------------------- | ----------------------------------------- |
| 1971      | Archie Cash                  | Le Déserteur de Toro–Toro             | no 1745  |           | Jean-Marie Brouyère          | Récit complet 15 p.                       |
| 1971      | Archie Cash                  | Face à Animoso                        | no 1757  |           | Jean-Marie Brouyère          | Récit complet 16 p.                       |
| 1972      | Archie Cash                  | Un train d’enfer                      | no 1770  | no 1774   | Jean-Marie Brouyère          |                                           |
| 1972      | Archie Cash                  | Animoso à Toro–Toro                   | no 1784  |           | Jean-Marie Brouyère          | Récit complet 14 p. Couverture du no 1784 |
| 1972      | Archie Cash                  | Le Maître de l’épouvante              | no 1803  |           | Jean-Marie Brouyère          | Récit complet 9 p. Couverture du no 1803  |
| 1972      | Archie Cash                  | Le Maître de l’épouvante              | no 1809  |           | Jean-Marie Brouyère          | Récit complet 14 p. Couverture du no 1809 |
| 1973      | Archie Cash                  | Le Maître de l’épouvante              | no 1817  | no 1818   | Jean-Marie Brouyère          | Couverture du no 1817                     |
| 1973      | Archie Cash                  | Le Carnaval des zombies               | no 1845  | no 1851   | Jean-Marie Brouyère          |                                           |
| 1973      | Archie Cash                  |                                       | no 1859  |           | Jean-Marie Brouyère          | Récit complet 6 p.                        |
| 1974      | Archie Cash                  | Black Mygale                          | no 1887  |           | Jean-Marie Brouyère          | Récit Complet 11 p. Couverture du no 1887 |
| 1974      | Archie Cash                  | Autour d’un cigarillo                 | no 1907  |           | Jean-Marie Brouyère          | Récit complet 13 p. Couverture du no 1907 |
| 1975      | Archie Cash                  | Cibles pour Long Thi                  | no 1951  | n° 1954   | Jean-Marie Brouyère          | Couverture du no 1951                     |
| 1976      | Archie Cash                  | Où règnent les rats                   | no 1978  | n° 1995   | Jean-Marie Brouyère          | Couverture du no 1978                     |
| 1976      | Archie Cash                  | Le Démon aux cheveux d’ange           | n° 2000  | n° 2014   | Jean-Marie Brouyère          |                                           |
| 1977      | Archie Cash                  | Asphalte                              | n° 2039  | n° 2044   | Jean-Marie Brouyère          | Couverture du n° 2039                     |
| 1977      | Blue Bird                    | Blue Bird Ballade                     | n° 2048  | n° 2081   | Jean-Marie Brouyère          | Couverture des n° 2048 et 2060            |
| 1978      | Big Joe                      |                                       | n° 2077  |           | Bom                          | Récit complet 6 p.                        |
| 1978      | Big Joe                      |                                       | n° 2098  |           | Bom                          | Récit complet 6 p.                        |
| 1979      | Chiwana                      | Le Fauve et l’Enfant                  | n° 2126  | n° 2142   |                              | Couverture du n° 2126                     |
| 1982      | Archie Cash                  | Le Cagoulard aux yeux rouges          | n° 2313  | n° 2334   | Jean-Marie Brouyère, Terence |                                           |
| 1982      | Archie Cash                  | Le Chevalier de la mort verte         | n° 2349  | n° 2359   | Smit, Terence                | Couverture du n° 2349                     |
| 1984      | Archie Cash                  | The Popcorn Brothers                  | n° 2404  | n° 2407   | Jean-Marie Brouyère, Terence | Couverture du n° 2405                     |
| 1985      | Archie Cash                  | Les Petits Bouddhas qui chantent faux | n° 2466  | n° 2469   | Jean-Marie Brouyère          | Couverture du n° 2466                     |
| 1985      | Big Joe                      | Antoine et ses amis                   | n° 2482  | n° 2485   | Bom                          | Couverture du n° 2482                     |
| 1986      | Archie Cash                  | Les Rastas et le Bouffon bleu         | n° 2506  | n° 2509   | Jean-Marie Brouyère          | Couverture du n° 2506                     |
| 1987      | Archie Cash                  | Chasse-Cœur à Koa-Gulé                | n° 2550  | n° 2554   | Jean-Marie Brouyère          | Couverture du no 2550                     |
| 1987      | Archie Cash                  | Curare                                | n° 2582  | n° 2590   | Jean-Marie Brouyère          | Couverture du no 2582                     |
| 1988-2011 | Cupidon                      | 502 gags                              | n° 2634  | no 3799   | Raoul Cauvin                 | 11 couvertures                            |
| 1989-1991 | La Vie secrète des poubelles | 34 gags                               | n° 2660  | no 2751   | Vincent Dugommier            |                                           |

### Super As
Malik publie dans Super As, au cours de l'année 1980, de courts récits de sept planches de Big Joe, série créée avec le scénariste Bom dans Spirou, qu'il anime ici seul :
no 67 : Le Sauvetage (+ couverture)
no 69 : Échec aux espions
no 72 : La Cité de l’espoir
no 76 : Faux pandores et vrais pandas
no 78 : Cap sur le Kalahari (+ couverture)
no 79 : Le Réveil des babouins
no 84 : Un amour de Bouddha (+ couverture)
no 87 : Le Conte de l’oncle Anatole

## Réception

### Prix et distinctions
- 2019 :  Prix pour l'ensemble de sa carrière au Festival de bande dessinée de Knokke-Heist (nl) à Knokke-Heist[49].